# Гаучо

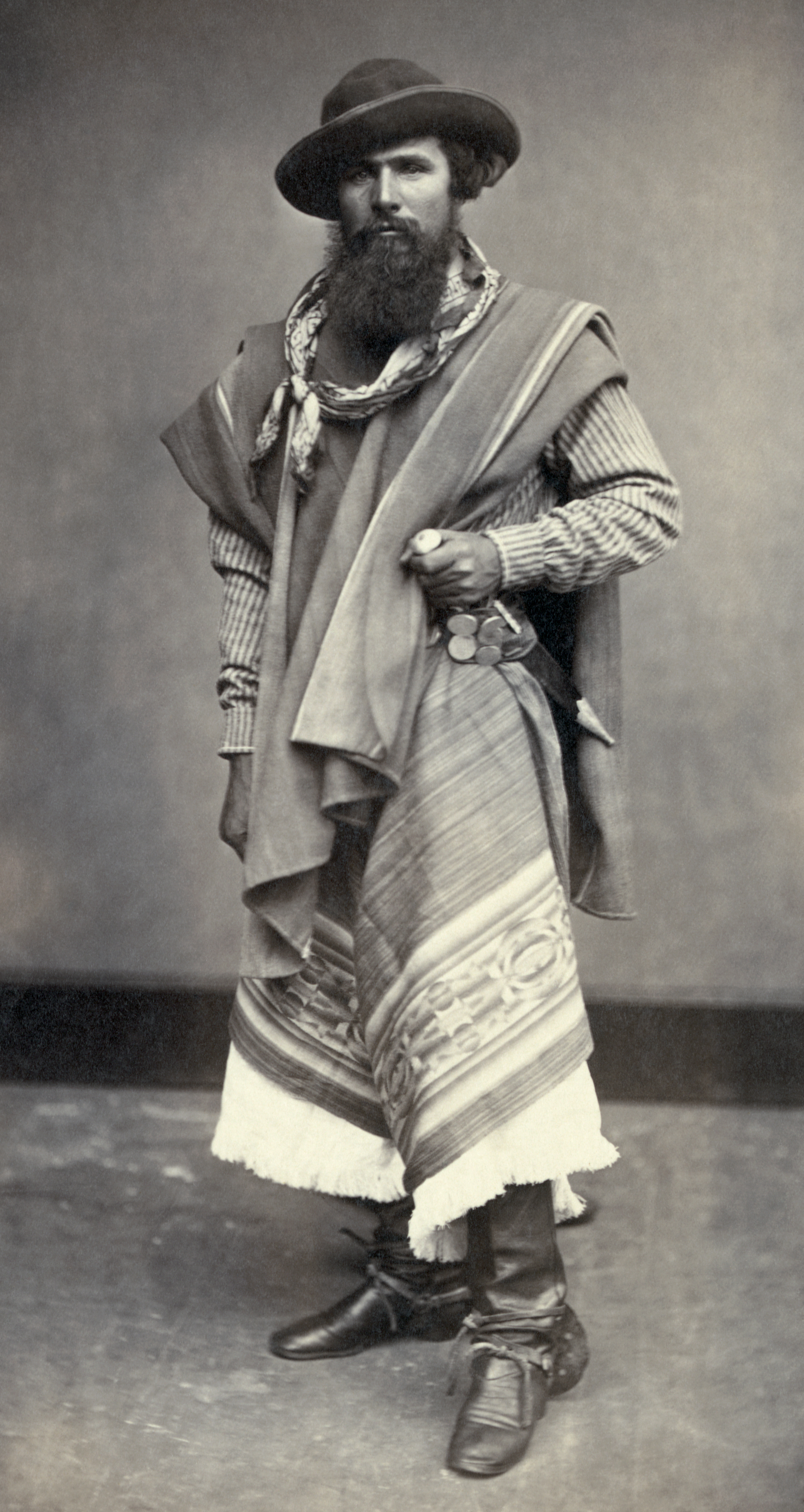
Аргентинский гаучо, 1868 г.

Га́учо (исп. gáucho, порт. gaúcho — гау́шу, встречается произношение гау́шо) — социальная, в том числе иногда и субэтническая группа в Аргентине, Уругвае и в бразильском штате Риу-Гранди-ду-Сул, близкая по духу американским ковбоям. В Бразилии этот термин используется для обозначения всех жителей указанного штата.
Термин «гаучо» — приблизительный эквивалент североамериканского слова «ковбой»; появился он в XVIII веке. Как и мексиканский термин «вакеро» (исп. vaquero), он приобрёл популярность в XIX веке и сейчас чаще всего используется, когда речь идёт о данных временах. В XIX веке гаучо составляли большинство сельского населения пампасов, занимаясь выпасом рогатого скота и сельским хозяйством.
Женщин гаучо традиционно называют Чина (от кечуа china — девушка), пайсан, гвайна, гаучо, пренда.
Гаучо играли важную роль в заселении Аргентины и Уругвая, войнах за независимость, развитии культуры этих стран, в частности — литературы. Ярчайшим примером литературы гаучо является «Мартин Фьерро» (1872). В начале XX века гаучо практически исчезли, смешавшись с потомками переселенцев из Европы XIX-XX вв.

## Этимология

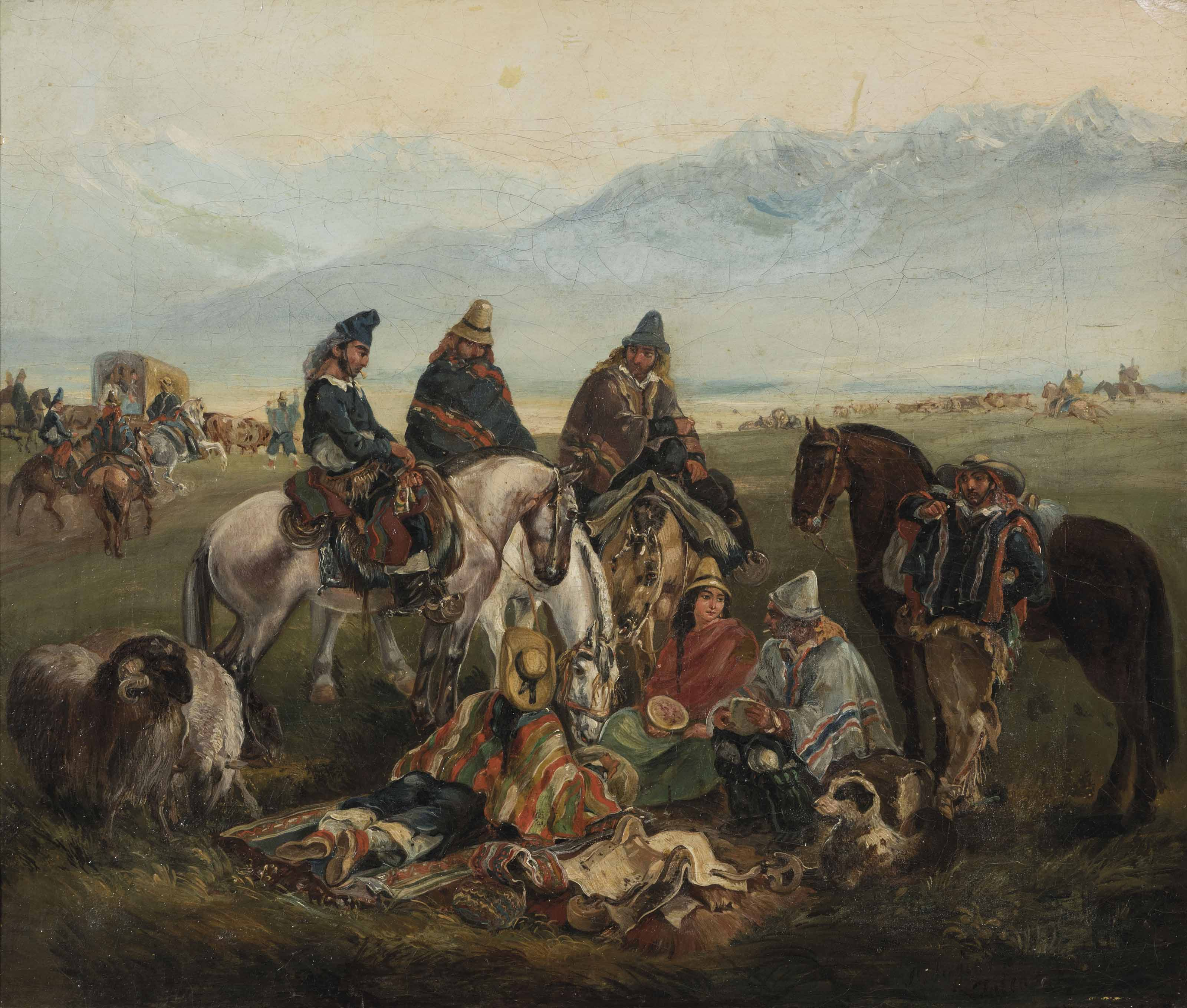
Гаучо на привале. Худ. Йоганн Мориц Ругендас, 1836 г.

Существует множество гипотез о происхождении термина гаучо. По одной из них он происходит из языка кечуа, где слово «huachu» означает «сирота», «бродячий». Поскольку впервые термин датирован 1816 годом, его происхождение (согласно другой гипотезе) от арабского «chaucho» (вид кнута, который использовался при выпасе животных), маловероятно. У арабов-мудехаров, которые входили в число колонизаторов Южной Америки, также существовало слово «hawsh», которое означало пастуха и кочевников. В языке андалусийских цыган также есть родственное слово «gacho», которое означает крестьянина.

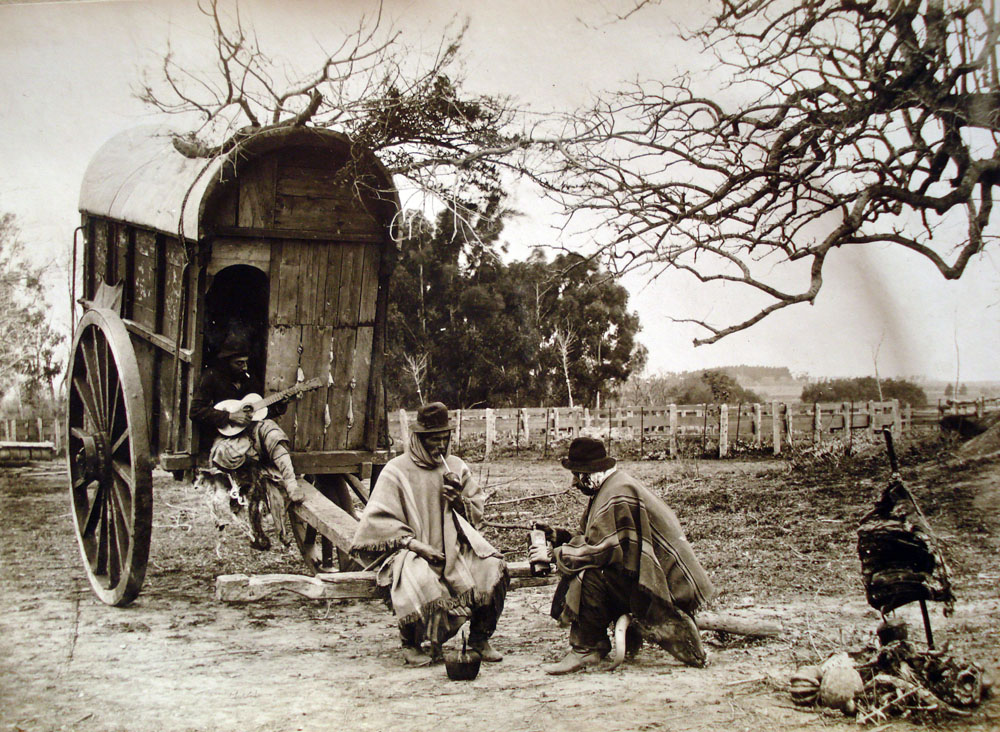
Отдых гаучо на перегоне скота, 1890-е гг.

Согласно аргентинскому лингвисту Артуро Коста-Альвареса, в своём исследовании «Las etimologías de „Gaucho“» 1926 года собравший и проведший классификацию в себя более ранние предположения этимологов, термин «гаучо» согласно наиболее распространённым гипотезам происходит из арауканского языка. Так, по одной из них, термин восходит к мап. cauchu — «путник», «странник»; также это слово обладает значениями «сирота», «незаконнорожденный сын», «не имеющий матери». Также исследование Коста-Альвареса обнаруживает большое количество версий происхождения и из других индейских языков Аргентины. Коста-Альварес отмечает, что к моменту публикации труда индейское происхождение термина восприминалось как само собой разумеющееся. Подавляющее меньшинство выводят термин «гаучо» из европейских языков — испанского, латыни, французского. В заключении к своей работе он делает вывод, что данный термин изначально применялся к этой группе не по этническому или расовому признаку, а именно по профессиональному, как к социальной группе, ведущей скотоводческий полукочевой образ жизни.
Первые письменные упоминания о гаучо приходятся на начало XVII века (к этому времени в Аргентине стали возникать т. н. «вакейрас» — скотоводческие хозяйства). Тогда для их обозначения использовались термины «mancebos», «mancebos de la tierra», «moços perdidos», «moços vagabundos», «criollos de la tierra», «changador». В середине XVII века для этой социальной группы использовался латинизированный термин «gauderio». Первые упоминания термина гаучо в официальных документах датируются 1771 годом.
В конце XVIII — начале XIX веков термин «гаучо» распространился по всей колонизируемой территории Южной Америки для обозначения свободных рабочих, которые выращивали скот в пампасах. Первоначально термин имел уничижительный оттенок, но уже в 1820—1830-х годах он стал терять его благодаря Хосе Артигасу, лидеру Федералистской партии Аргентины.
Любопытно, что в Чили термин «гаучо», как и «уасо» (своего рода аналог гаучо в Чили) носит несколько пренебрежительный оттенок. В случае с уасо название употребляется иносказательно для обозначения деревенщины, а также невежественного человека. При этом в Чили наблюдается разительно отличающееся отношение к уасо и гаучо: если первые в чилийском обществе воспринимаются позитивно (подчёркивается уважительное отношение за мужество и храбрость уасо), то вторые — негативно (гаучо презираются за их примитивный образ жизни).
В русском языке термин впервые встречается, по всей вероятности, в русскоязычном издании 1-го тома воспоминаний французского натуралиста Альсида д’Орбиньи, вышедших в 1839 г.

## Происхождение

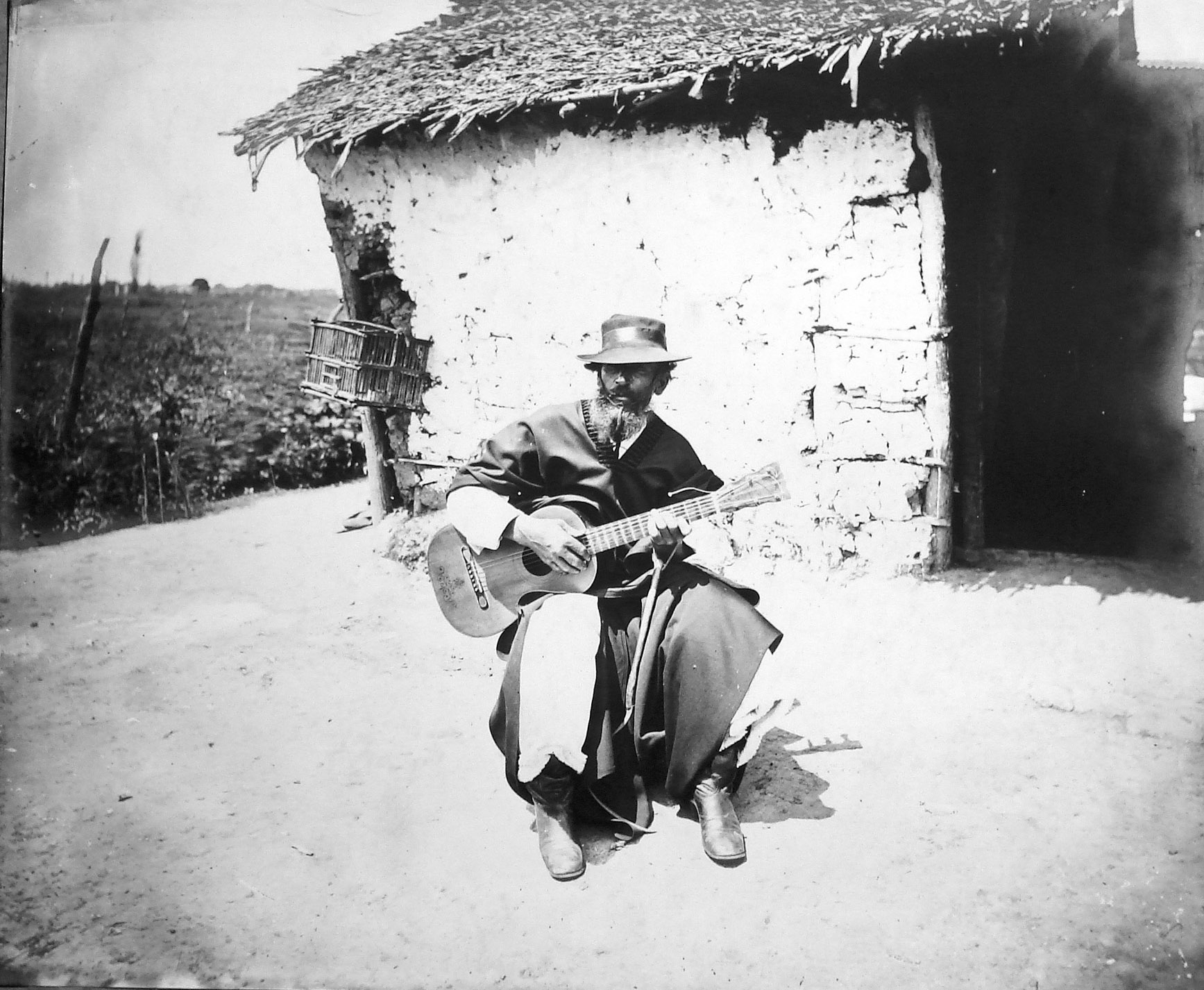
Гаучо-пайядор (певец) у своей хижины, около 1886 г.

Гаучо образовались в XVI—XVII веках от браков испанцев с местными индейскими женщинами (племена тупи, гуарани, мапуче и др.). Наибольшее распространение образ жизни гаучо приобрёл во времена ранней европейской колонизации, когда гаучо вели бродячую, полукочевую жизнь, работая пастухами (крупный рогатый скот, овцы). С началом массовой европейской иммиграции в конце XIX — начале XX веков традиционный образ жизни гаучо отошёл на второй план и стал менее заметным. Тем не менее, многие гаучо, будучи хорошо знакомы с особенностями и нравами своих стран, имея долгую историю и многочисленные кланово-родственные связи, получили огромные земельные наделы и пастбища, нанимая европейских батраков-иммигрантов, и оказывали огромное авторитарное влияние на внутреннюю и внешнюю политику своих государств в рамках так называемой военной хунты.
В 1776 году разгорелась испано-португальская война: Португалия решила расширить свои владения на юг, вступив в таким образом в конфронтацию с только что созданным испанским вице-королевством Рио-де-ла-Плата. Участвовавшие в войне конные отряды гаучо сыграли роль в пользу Испании. Данное событие является одним из наиболее ранних упоминаний гаучо. Стоит отметить, однако, что данное утверждение встречается лишь в русскоязычных источниках.
Ту же роль гаучо сыграли во время британского вторжения в Рио-де-ла-Плату 1807 года. Огромнейшее значение гаучо имели во время войны Аргентины за независимость в 1810-1811 годах. Помимо внедрения в армию Аргентины характерных для них тактических приёмов и методов ведения партизанской войны, гаучо стали ассоциироваться с самой Аргентиной, уже тогда стали проявляться попытки репрезентации гаучо как олицетворения новой страны. Элементы культуры гаучо воспринимаются в том числе и в городской среде. С другой же стороны, правящие в обретшей независимость Аргентине (а также  других латиноамериканских странах) унитарии негативно относились к гаучо, поскольку те не платили налогов и уклонялись от государственных повинностей. В результате стали вводиться законодательные ограничения против гаучо и их традиционного образа жизни: их могли арестовать за бродяжничество или «забрить» в солдаты. Из-за этого многие гаучо либо стали батраками-пеонами у крупных землевладельцев, либо уезжать в города, где становились ремесленниками или наёмными рабочими. Те, кто желал сохранить свой традиционный уклад, уходили всё дальше и дальше в глухие уголки пампы.
В 1833 году великий естествоиспытатель Чарлз Дарвин посетил Южную Америку в рамках своей кругосветного путешествия на корабле «Бигль». В своей книге он описал гаучо и отметил, что это слово является общеупотребительным для Лаплатской низменности и в Патагонии. Также Дарвин писал, что диктатор Аргентинской конфедерации Хуан Мануэль де Росас одевался и вёл себя как гаучо, благодаря этому имея безграничную популярность в Аргентине.
В 1845 году Доминго Фаустино Сармьенто издал книгу «Факундо», где описал и проанализировал жизнь каудильо Факундо Кирога, а также быт и культуру гаучо аргентинской пампы.

## Образ жизни

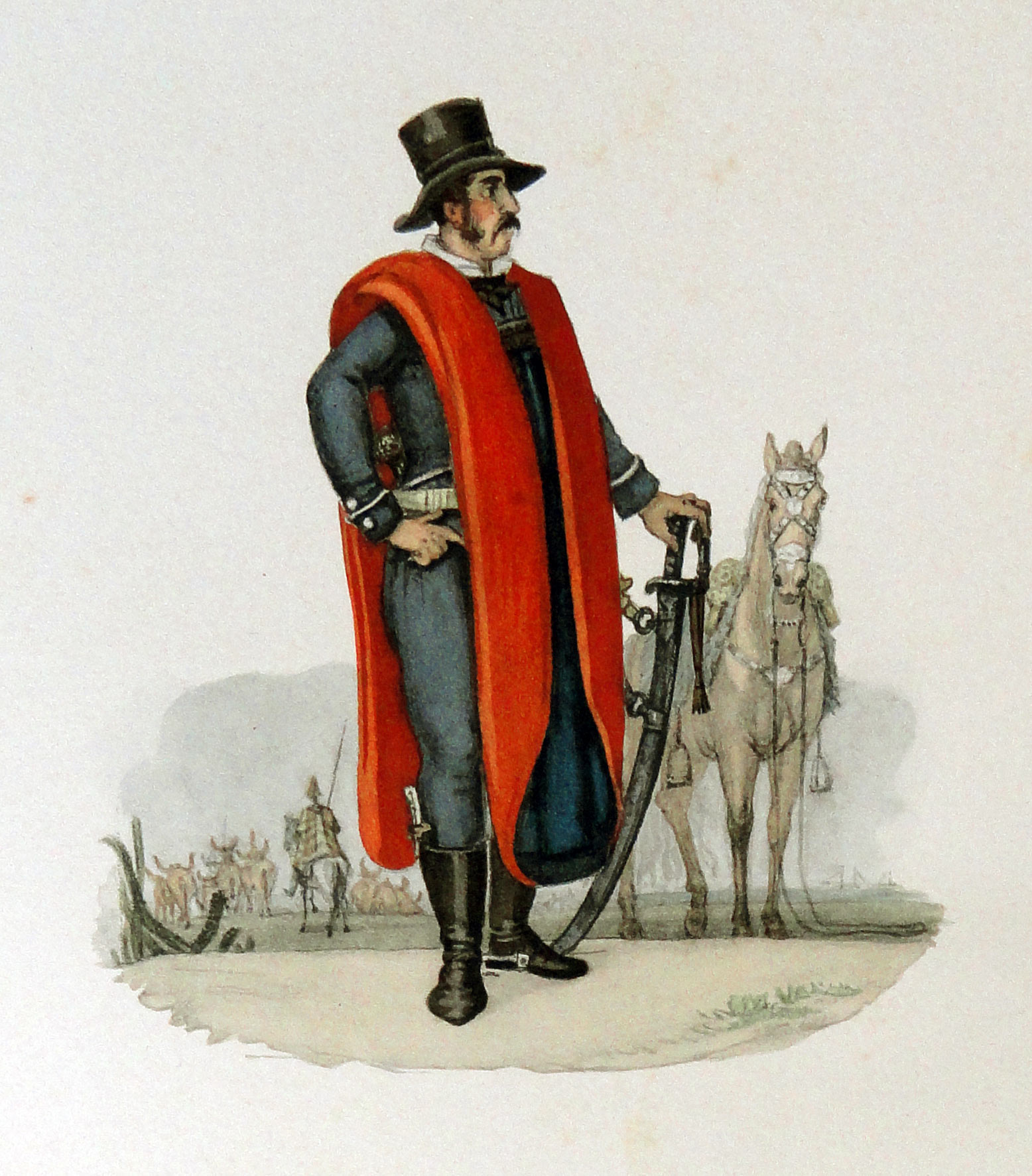
Зажиточный гаучо. Литография Жана-Батиста Дебре, 1834 г.

Считается, что первые гаучо появились в XVII веке и были в основном молодыми креолами и метисами, окончательно сформировавшись к концу XVIII века. Гаучо вели кочевой образ жизни и свободно жили на землях от северной Патагонии до Риу-Гранди-ду-Сул, от Атлантического океана до Анд. Формально гаучо не подчинялись никакой власти и пасли скот на землях, которые были колониями Испании и Португалии, свободно пересекая границы. Земледелием гаучо не занимались. В среде гаучо выработались собственный фольклор, специфическая одежда, произношение и привычки. В XIX веке гаучо составляли большинство сельского населения пампасов, занимаясь выпасом рогатого скота и сельским хозяйством.
Чарльз Дарвин так описывает гаучо:

«Они имеют длинные волосы ниже плеч, лицо, чёрное от ветра, фетровую шляпу, чирипу [широкие мужские брюки из одного куска ткани] и сапоги из кожи лошади, длинный острый нож за спиной, который держится на ремне, и едят обычно жареное мясо, иногда добавляя в него мате и сигареты».

Их внешность заслуживает внимания — они очень стройны и красивы, но кажутся чрезвычайно надменными; многие из них носят усы и длинные волосы, вьющиеся по спине. Яркая цветная одежда, звенящие шпоры, ножи, заткнутые за пояс как кинжалы (в качестве кинжалов их нередко и употребляют), все это придает гаучосам характер, далеко не соответствующий названию гаучо, что значит поселянин. Вежливы они чрезвычайно: ни один не выпьет своего вина, не предложив вам отведать его; но даже тогда, когда гаучо отвешивает вам свой изящнейший поклон, видно, что он не прочь перерезать ваше горло, как только ему представится случай.
<…>
Гаучосы славятся как самые искусные наездники. Они даже не представляют себе, как это можно свалиться с лошади, что бы та ни вздумала делать. Хорошим ездоком они считают только того, кто может объездить неукрощенного жеребца, на всем скаку спрыгнуть, если лошадь упадет, и совершить еще целый ряд подобных подвигов.
<…>
…я имел случай убедиться, что гаучосы, или поселяне, всегда услужливы, вежливы и гостеприимны; мне ни разу не случилось здесь встретить грубость или негостеприимство. Держатся гаучосы скромно, но в то же время это люди, полные жизни и молодечества. Разбои и убийства здесь очень часты; главной причиной тому служит обычай всегда носить при себе нож. Грустно слышать, сколько людей погибает в самых пустых ссорах. В борьбе гаучос всегда старается попасть противнику в лицо, поранить ему нос или глаз. На лицах гаучосов очень часто можно увидеть глубокие и страшные рубцы следы подобных подвигов.
— Чарльз Дарвин. Путешествие натуралиста вокруг света на корабле «Бигль» / пер. с англ. Е. Бекетовой, ред. О. Кузнецова. — М., Л.: Издательство детской литературы, 1936. — С. 98, 173, 175.

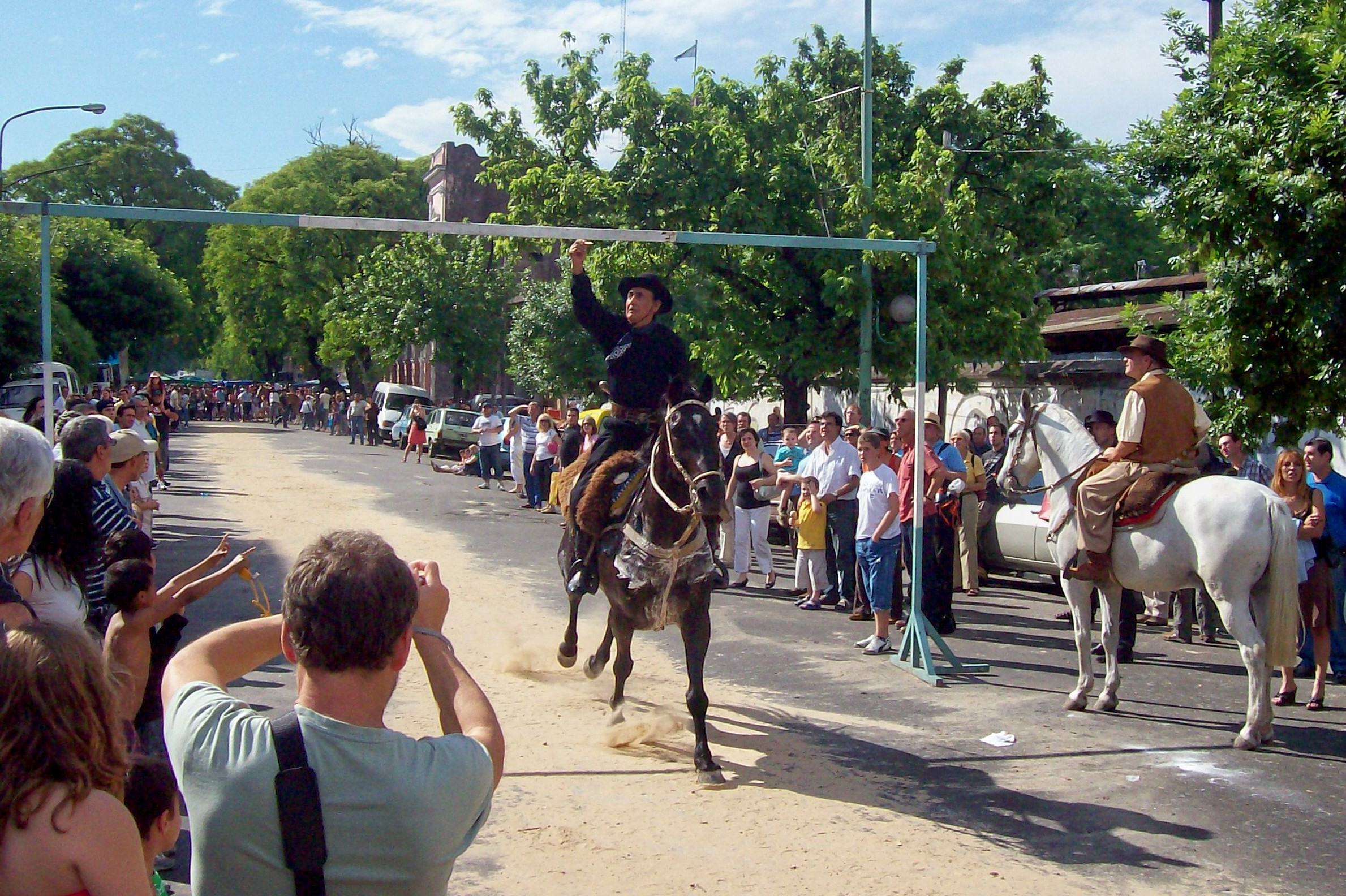
Коррида-де-сортиха, традиционная игра гаучо в Матадеросе, пригороде Буэнос-Айреса, 2007 г.

Гаучо обычно изображают худыми, сильными и подвижными, преимущественно молчаливыми. Речь гаучо представляла собой смесь архаичного испанского и индейских языков с примесью португальских слов.
Суровая среда обитания гаучо и их образ жизни выработали своеобразный менталитет. В аксиологии гаучо наибольшими ценностями считались храбрость, верность и гостеприимство. Кроме того, у гаучо ценились сдержанность в поведении, рассудительность, изобретательность и свободолюбие. Гаучо были искусными наездниками. До наших времён сохранились некоторые традиционные забавы гаучо: все они связаны с мастерством верховой езды. В их числе — традиционные скачки и родео (в самой Аргентине это слово обозначает участок открытой местности, где проходят развлечения). Из традиционных игр гаучо можно также отметить «коррида-де-сортиха» (исп. corrida de sortija): на специально установленных воротах к верхней перекладине подвешивается небольшое колечко (сортиха, исп. sortija), участник с палкой небольшой толщины должен на полном скаку вдеть колечко в палку, и сорвав её, удержать. Победитель получает заранее заготовленные призы. Большое количество традиций гаучо сохраняется на традиционных празднествах.
Быт гаучо был очень скромным. Традиционным жилищем были лёгкие глинобитные хижины с соломенной или камышовой крышей, в гористых местностях хижины строились из камня. Впрочем, зачастую гаучо были вынуждены ночевать прямо в пампе, они спали прямо на траве, подложив под голову седло. Одежда гаучо — креольского типа.  С середины XIX века в гардеробы вошли шаровары бомба́чи (бомбачас, исп. bombachas), перехватывавшиеся широкими поясами. На шею повязывался платок. На голове гаучо носили шляпы  и повязывали косынку. В прохладную погоду надевались пончо прямоугольной формы. Обувью служили «ботас-де-потро» (исп. botas de potro, в аргентинском произношении — «бота-де-потро») — сапоги из сыромятной лошадиной кожи. Они изготовлялись без единого шва, стягиваясь чулком с ноги лошади. Кожаные сапоги с каблуками изначально были очень дорогими, и не каждый мог себе их позволить. Однако впоследствии они также вошли в обиход гаучо, их носили, спустив «гармошкой» ещё в 1970-х годах. С конца XIX века под влиянием басков-иммигрантов гаучо позамиствовали эспадрильи (исп. alpargatas), лёгкую матерчатую обувь наподобие сандалий; а также берет (исп. chambergo) в качестве головного убора.
Среди гаучо бытовал такой вид транспорта, как каррета — двухколёсная арба, покрывавшаяся сверху кожей, и обычно заправлявшаяся быками. Она изготовлялась без единой металлической детали.
Одним из главных видов оружия были болас — метательное оружие, заимствованная от индейцев разновидность пращи, представляющая собой грузы (как правило, камни круглой формы), оплетённые к полоскам кожи и соединённые между собой. Болас раскручивались над головой и затем бросались в сторону жертвы, вращаясь вокруг своей оси. Достигнув цели, они обвивались вокруг тела жертвы — например, шеи или конечностей. Кроме того, гаучо не расставался с ножом, фако́ном (исп. facón). Факон был основным производственным инструментом в жизни гаучо, а также оружием в условиях ближнего боя. В среде гаучо выработалось собственное искусство ведения ножевого боя. По обычаю, участник ножевого боя держал в одной руке нож, а другую заворачивал в пончо.
Скот гаучо арканили с помощью лассо, свивавшихся из тонких сыромятных кожаных полосок. Один конец прикреплялся к подпруге. Для броска лассо были необходимы обе руки, и в этом случае управление лошадью осуществлялось лишь ногами всадника.
Основой питания гаучо было мясо, преимущественно говядина, реже баранина. Гаучо ели практически любое мясо, кроме конины, а также мяса собак и кошек. Обычно мясо жарили — такое блюдо называлось асадо. Также частью рациона гаучо была кукурузная каша умита. Сейчас оба этих блюда входят в состав традиционной аргентинской кухни. Традиционным напитком гаучо были мате — напиток, похожий на чай, и алкогольный женевер.
Традиционными музыкальными инструментами гаучо были разновидности гитары. Под их сопровождение пелись пайяды — импровизированные стихи. Одной из главных характеристик пайяд как литературного жанра является живописный, изобилующий метафорами текст. Темы пайяд были разнообразными. Пайяды могли организовываться и в виде своеобразных поединков, «пайяда-де-контрапунто» (исп. payada de contrapunto) наподобие современных рэп-баттлов: исполнители-пайядоры соревновались в сочинении на ходу самых красноречивых пайяд, зачастую содержание было следующим: один пайядор задавал тему, например, спрашивая своего противника о чём-нибудь, в ответ другой исполнял несколько симпровизированных строф, заканчивая свой ответ вопрос, на который предлагалось ответить уже первому, и так далее. Такие поединки могли длиться очень долго, часами. Пайядоры могли быть в том числе и неграмотными. Также у гаучо были типичные танцы — замбу, самба, маламбо, куэка.

## Гаучо в истории и культуре

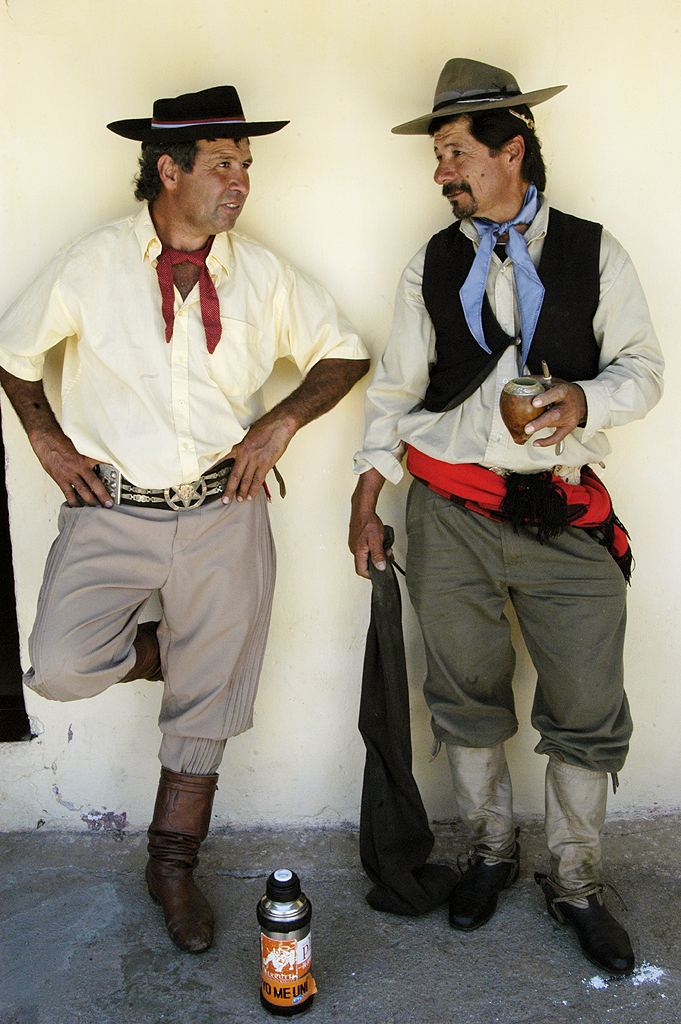
Современные уругвайские гаучо в традиционной одежде

Гаучо стали одной из ключевых фигур в Войне за независимость Аргентины 1810—1825 годов. Также гаучо принимали участие в борьбе за независимость Уругвая и Боливии. Гаучо стали символом независимой идеологии и национализма в Южной Америке. Также они стали одними из главных героев литературы времён борьбы за независимость от колонизаторов в регионе. Из гаучо происходили многие каудильо времён гражданских войн в Латинской Америке — харизматичные народные лидеры. Впоследствии они образовали костяк федералистской партии.
Литература гаучо, в частности, их поэзия, считается началом аргентинской литературы. Первые записанные образцы поэзии гаучо были анонимными. Одним из первых, кто привнёс народную поэзию гаучо в собственно литературную форму, стал Бартоломе Идальго. С этого времени начинают формироваться историческая и эпическая поэзия гаучо. В частности, помимо песен о подвигах героев-гаучо, складываются песни и поэмы о противостояниях с индейцами, о событиях времён диктатуры Росаса и так далее. Ярчайшим примером и шедевром литературы гаучо является эпическая поэма «Мартин Фьерро» (1872) за авторством Хосе Эрнандеса. День рождения автора, 10 ноября, отмечается в Аргентине как день традиций гаучо. Также день гаучо отмечают 6 декабря. В эти дни проводятся фестивали, связанные с тематикой культуры гаучо.
Ещё одним представителем литературы гаучо является поэт Иларио Аскасуби.
В Бразилии гаушу и их культура являются неотъемлемой частью культуры Риу-Гранди-ду-Сул, их потомки продолжают поддерживать традиции и самосознание. В частности, действуют специальные центры традиций гаушу (порт. centros de tradições gaúchas, CTG). День гаушу в этом штате отмечается 20 сентября. Кроме того, среди потомков гаушу и населения Риу-Гранди-ду-Сул в частности распространены сильные регионалистские настроения, которые могут доходить вплоть до сепаратизма. Так, несколько раз предпринимались неудачные попытки провозглашения независимых государств.

## Географическая специфика
В зависимости от страны гаучо имеют свою культурно-языковую специфику и название:
- Гаучо (кампос и пампасы — Аргентина, Уругвай, Южная Бразилия)
- Гуасо, уасо (Чили)
- Сертанежу (области сертана, Северо-Западная Бразилия)
- Льянеро (льяносы, Венесуэла)
- Вакеро (Мексика, Юго-Запад США)
- Чарро (Мексика)
- Ковбой в США